# Biochemical and Biophysical Research Communications
Biochemical and Biophysical Research Communicationsは、生化学と生物物理学の全領域を対象とする週刊の査読付き科学学術雑誌である。1959年にアカデミック・プレスによって創刊され、現在はエルゼビアによって発行されている。編集長はヴォルフガング・バウマイスター（ マックス・プランク生化学研究所）。
Journal Citation Reportsによれば、2020年のインパクトファクターは3.575である。

## 要約・索引付けされているデータベース
- Biological Abstracts
- Chemical Abstracts Service
- Current Contents/Life Sciences
- EMBASE/Excerpta Medica
- EMBiology
- MEDLINE/Index Medicus
- Science Citation Index
- Scopus